# Jerdy Schouten
Jerdy Schouten (* 12. ledna 1997) je nizozemský profesionální fotbalista, který hraje na pozici záložníka za klub PSV Eindhoven a nizozemský národní tým.

## Klubová kariéra
Svůj profesionální debut v Eredivisie si odbyl za ADO Den Haag 10. prosince 2016 v zápase proti NEC Nijmegen. Před sezónou 2017/18 přestoupil do klubu Eerste Divisie SC Telstar, kde se stal pravidelným hráčem ve středu zálohy.
V roce 2018 Schouten přestoupil do klubu SBV Excelsior. Za své výkony v sezóně 2018/19 byl Schouten fanoušky zvolen klubovým hráčem roku.
Dne 4. července 2019 podepsal smlouvu s klubem Serie A Bologna FC 1909. V Itálii strávil čtyři sezóny, za Rossoblù odehrál 109 zápasů ve všech soutěžích.
Dne 16. srpna 2023 podepsal Schouten pětiletou smlouvu s PSV Eindhoven poté, co se nizozemský klub dohodl s Bolognou na poplatku za Schoutenův přestup. Ve své první sezóně v PSV odehrál 38 zápasů a klub poprvé po šesti sezónách vyhrál titul v Eredivisie.

## Reprezentační kariéra
Schouten byl poprvé povolán do nizozemského národního týmu 27. května 2022 na zápasy Ligy národů UEFA proti Belgii, Walesu a Polsku. Svůj debut si odbyl v zápase proti Walesu, odehrál 67 minut a asistoval u úvodního gólu záložníka Teuna Koopmeinerse při výhře Nizozemska 2:1 v Cardiffu.
Dne 29. května 2024 byl Schouten nominován do nizozemského týmu pro Mistrovství Evropy ve fotbale 2024.

## Statistiky

### Klubové
Platí k zápasu hranému 19. října 2024.
| Klub              | Sezóna            | Liga              | Liga   | Liga | Národní pohár | Národní pohár | Kontinentální | Kontinentální | Ostatní | Ostatní | Celkově | Celkově |
| Klub              | Sezóna            | Soutěž            | Zápasy | Góly | Zápasy        | Góly          | Zápasy        | Góly          | Zápasy  | Góly    | Zápasy  | Góly    |
| ----------------- | ----------------- | ----------------- | ------ | ---- | ------------- | ------------- | ------------- | ------------- | ------- | ------- | ------- | ------- |
| ADO Den Haag      | 2016/17           | Eredivisie        | 2      | 0    | 1             | 0             | —             | —             | —       | —       | 3       | 0       |
| Telstar           | 2017/18           | Eerste Divisie    | 37     | 4    | 1             | 0             | —             | —             | 2       | 0       | 40      | 4       |
| Excelsior         | 2018/19           | Eredivisie        | 31     | 1    | 1             | 0             | —             | —             | 2       | 0       | 34      | 1       |
| Bologna           | 2019/20           | Serie A           | 19     | 0    | 1             | 0             | —             | —             | —       | —       | 20      | 0       |
| Bologna           | 2020/21           | Serie A           | 34     | 1    | 1             | 0             | —             | —             | —       | —       | 35      | 1       |
| Bologna           | 2021/22           | Serie A           | 17     | 1    | 1             | 0             | —             | —             | —       | —       | 18      | 1       |
| Bologna           | 2022/23           | Serie A           | 33     | 0    | 3             | 0             | —             | —             | —       | —       | 36      | 0       |
| Bologna           | Celkově           | Celkově           | 103    | 2    | 6             | 0             | —             | —             | —       | —       | 109     | 2       |
| PSV               | 2023/24           | Eredivisie        | 29     | 4    | 2             | 0             | 9             | 0             | 0       | 0       | 40      | 4       |
| PSV               | 2024/25           | Eredivisie        | 7      | 1    | 0             | 0             | 2             | 1             | 1       | 0       | 10      | 2       |
| PSV               | Celkově           | Celkově           | 36     | 5    | 2             | 0             | 11            | 1             | 1       | 0       | 51      | 6       |
| Celkově v kariéře | Celkově v kariéře | Celkově v kariéře | 209    | 12   | 11            | 0             | 11            | 1             | 5       | 0       | 236     | 13      |

### Reprezentační
Platí k zápasu hranému 10. září 2024.
| Národní tým | Rok     | Zápasy | Góly |
| ----------- | ------- | ------ | ---- |
| Nizozemsko  | 2022    | 1      | 0    |
| Nizozemsko  | 2023    | 1      | 0    |
| Nizozemsko  | 2024    | 11     | 0    |
| Celkově     | Celkově | 13     | 0    |

## Úspěchy
PSV
- Eredivisie: 2023/24